# Цитологија
Цитологија или биологија ћелије је биолошка дисциплина која за циљ има проучавање и разумевање ћелија. Овакво проучавање се одвија на микроскопском и молекуларном нивоу и подразумева физичке особине ћелије, животни циклус, ћелијску деобу, физиологију и комуникацију једне ћелије са другом.

## Подела ћелија
Све ћелије се деле на прокариоте и еукариоте. Прокариоте (грчки про пре и каруон коштица или језгро) немају јасно ограђен регион који садржи генетички материјал, ДНК, од остатка ћелије и има једноставнију грађу од еукариота. Еукариоте су друга врста ћелија које имају јасно дефинисан регион са генетички материјалом, велики број органела које имају одређене функције и морфолошки су компликованије.
Најочигледнија разлика између прокариотске и еукариотске ћелије је постојање унутрашњих мембрана и њихове функције. Код еукариота регион који садржи генетички материјал је одвојен од остатка ћелије мембраном, док код прокариота тај регион нема мембрану и није јасно дефинисан. Мембране код еукариота такође имају важну улогу у структури различитих органела. Органеле су интрацелуларне структуре које имају јасно одређене функције у ћелији аналогно органима који имају јасно одређене функције у телу. Само име органела (мали орган) је настало тако што су биолози увидели паралелу у односу органела и ћелије и органа и тела.

## Цитоплазма
Када се еукариотска ћелија погледа помоћу ниско резолуционог електронског микроскопа, највеће органеле се могу видети у наочиглед безличној хомогеној супстанци званој цитоплазмични матрикс или цитоплазма. Иако наочиглед изгледа безлично, матрикс је веома важан за ћелију и место је битних биохемијских процеса. Неколико видљивих промена у ћелији, нпр. вискозитет ћелије, је очигледан захваљујући цитоплазмичном матриксу.
70-85% укупне тежине еукариотске ћелије чини вода, која се у највећем делу налази у цитплазмичном матриксу. Део ове воде се налази у слободном стању и представља осмотски активну воду (видети Осмоза). Док се остатак воде налази на површини многих органела, протеина и других макромолекула и она је осмотски неактивна.
Највероватније све ћелије имају у свом саставу структуре зване микрофиламенти који су јако танка протеинска влакна, не шира од 4 до 7 нм нанометар у пречнику, и они могу бити или разбацани по унутрашњости ћелије или структурно организовани. Микрофиламенти играју важну улогу у кретању ћелије и њеном обликовању и форми.
Друга врста влакнастих органела које се такође могу наћи у цитоплазми су микротубуле. За сада се зна да имају три улоге у животу ћелије:
- помажу у одржавању облика
- заједно са микрофиламентима учествују у њеном кретању
- учествују у интрацелуларном транспорту

Ове две групе влакнастих органела припадају великој мрежи која се зове цитоскелетон и која за улогу има кретање ђелије и њено обликовање. Прокариоте немају високо организовани цитоскелетон.

## Микроскоп
Још је Еуклид (300 год. п. н. е.) знао за нека оптичка својства кривих површина, а слично знање имали су Птолемеј (127—151. наше ере) и Алхазан (почетак XI века). Леонардо да Винчи почетком XVI века објашњава значај употребе сочива при посматрању ситнијих предмета. У међувремену, 1590. г., холандски оптичар Захариас Јансен из Миделбурга проналази микроскоп што представља свакако један од најзначајнијих, додуше сада већ скоро заборављених, догађаја. Јансен је открио да употребом два двојно конвексна сочива, постављена на одређену даљину долази до повећања лика. Комбиновао је та два сочива у унутрашњости једне цеви те тако направио први микроскоп (гр. micros=ситан, мали; scopein= гледам). Прво посматрање нечег видљивог под микроскопом обавио је 1625. год. Ф. Стелути који је нацртао главу пчеле увећану пет пута.
Кроз векове се овај први микроскоп усавршавао, напредовао тако да данас осим оптичког постоје и микроскопи као што су електронски, фазни, поларизациони, флуоресцентни и др. Током XVIII, а нарочито почетком XIX века, изграђени су врло сложени микроскопи чија се примена заснива на коришћењу природне или вештачке светлости. Данас класични микроскопи могу да увећавају посматрани објекат и до 1000 пута, а са неким придодатим деловима и више. Главни принцип за конструкцију електронског микроскопа открио је немачки физичар Ханс Буш 1924. год, а први микроскоп је направљен већ 1930. г.
Један од првих који се бавио радом на микроскопу био је Антони ван Левенхук (1632—1723), трговац текстила из Холандије. Употребљавао је веома прост микроскоп који је сам конструисао и који је могао да увеличава предмет до 280 пута. Левенхук је први посматрао бактерије, квасце, протозое (праживотиње) и др. Своја запажања објављивао је у Британском краљевском друштву.
Роберт Хук (1635—1703), познати британски физичар, математичар и архитекта, једно време се бавио и усавршавањем микроскопа. Посматрао је пресеке плуте под микроскопом и у делу Микрографија објављеном 1665. г. објавио резултате тог посматрања. Уочио је велики број коморица, које подсећају на пчелиње саће и које су одвојене међусобно танким преградама. Коморице назива ћелије и тај назив се задржава и до данас. Треба напоменути да је Хук, у ствари, назив дао ћелијама које су мртве и од којих је он видео само зидове.

## Ћелијска теорија
Када је формулисан појам ћелије почела су истраживања њених делова и садржаја. Тако италијански професор медицине Марчело Малпиги (1628—1694) се усредсређује на истраживања ћелијске мембране. Први подаци детаљнијег садржаја ћелије потичу од италијанског ботаничара Бонавенути Кортија (1720—1813) који је у ћелијама алге Hara посматрао струјање цитоплазме (циколозис). Шкотски ботаничар Роберт Браун 1883. год. први описује једро као саставни део ћелије, али не говори о његовим функцијама. Чешки зоолог Јоханес Пуркиње (1787—1869) први уводи појам протоплазма, а немачки зоолог Макс Шулц (1825—1884) поставља своју протоплазматичну доктрину. По тој доктрини свака ћелија је састављена од масе протоплазме у којој се налази једро.
Немачки ботаничар Матијас Шлајден (1804—1881) и зоолог Теодор Шван (1810—1882) 1839. г. постављају основу тзв. ћелијске теорије, по којој су сва ткива, сви живи организми, били они биљни или животињски, састављени из ћелија. Ова теорија је основно (фундаментално) откриће у биологији.

## Методе изучавања и шематизовање ћелија
Покушај да се ћелија шематизује стар је колико и историјат о ћелији. Прву шематску слику ћелије је 1925. г. дао цитолог Вилосон и на њој се види врло упрошћена грађа ћелије: цитоплазма, окружена мембраном, у којој се налазе поред једра још центрозом и вакуоле. Ниједна друга ћелијска органела није представљена иако се до тада знало за већину органела. Међутим, за њих се мислило да су вештачке творевине које настају када се ћелија не припреми добро за бојење или се не обоји добро. На овој шематизованој слици ћелије види се да су основни делови једра били познати, као што су нуклеарни овој, хроматин и једарце.
Шематизована слика добијена углавном посматрањем ћелије електронским микроскопом, виде се не само ћелијске органеле већ и њихова грађа као и организација молекула. Ово је могуће захваљујући увећању које електронски микроскоп пружа. Само ради илустрације може се навести следећи податак: дијаметар водониковог атома је 0,106 нм, а под најбољим електронским микроскопом виде се молекули од 1 нм. Неопходно је нагласити да није само електронски микроскоп допринео овим сазнањима већ и читав низ других метода, о чему најбоље говоре речи цитолога и ембриолога Брачета (1969) да је знање о ћелијским деловима резултат аналитичког рада. Тако се примењују цитохемијске (методе бојења ћелије и њених структура), биохемијске (утврђују хемијски састав и функцију органела), аутохисторадиографске (објашњавају активност органела убацивањем у њих радиоактивних молекула) и, не мање важне, методе експеримента (одређује се динамичност ћелије).
Трећа шематска слика о грађи ћелије је хипотетички модел ћелије цитолога Робертсона. Хипотеза говори о томе да све ћелијске органеле међусобно комуницирају јер су део истог мембранског система који води порекло од ћелијске мембране. Ћелијска мембрана улази у унутрашњост ћелије где образује мембране ћелијских органела. Оно што се налази изван мембрана ендоплазматичног ретикулума и око органела које имају мембрану или је немају је цитоплазма.

## Ћелијске органеле и структуре
У животу ћелије и њеном свакодневном функционисању учествује велики број органела које се налазе у цитоплазми:
- Плазматична мембрана
- Ендоплазматични ретикулум (5) + (8)
- Рибозоми (3)
- Голџијев апарат (6)
- Лизозоми (12)
- Хлоропласти (4)
- Нуклеус (2)
- Нуклеолус (1)
- Цилија и флагела
- Вакуола (10)
- Митохондрије (9)
- Базално телашце
- Центрозом
- Микротубула
- Цитоскелет (7)

У периоду између 1870. и 1890. постављене су две теорије о грађи цитоплазме: ретикуларна (мрежаста) теорија и фибриларна (влакнаста) теорија према којима цитоплазма изграђена од влакана која граде мрежу или испрекиданих влакана која се простиру кроз ћелију.
Нуклеус је први открио Роберт Браун 1835. г., а Hertwig 1906. каже да је величина једра у узајамном односу са запремином цитоплазме. Унутрашњу грађу једра у виду мреже први су јасније описали Bereznev i Colfey 1977. да би Lebkowski са сарадницима 1982. г. утврдили да су за ту мрежу везани интерфазни хромозоми.
Употребљавајући квантитативне цитохемијске методе Caspersson 1957. и аутохисторадиографску Seed 1963. су израчунали трајање појединих фаза (С; Г1, Г2) ћелијског циклуса. Hartwell i Weirnet 1989. уводе појам да ћелијски циклус може бити заустављен у било којој фази да би омогућио ћелији да исправи грешке на генетичком материјалу.
Heitz 1931. г. говори о улози хромозомских делова, односно секундарног сужења, при образовању нуклеолуса. McClintok 1934. тај део назива организатор нуклеолуса. присуство хистона у нуклеолусу је први открио Касперсон 1950. г. Исти научник је још 1940, на основу својих посматрања, истакао да је нуклеолус од животног значаја за ћелију јер је приметио да из њега крећу материје (РНК) ка цитоплазми где ће се извршти синтеза протеина.
Барово телашце (полни хроматин) 1949. г. откривају Bar и Berttram у једрима нервних ћелија мачке које је присутно само код женског пола. Ово телашце је приљубљено уз нуклеолус и представља неактивни X хромозом.
Ендоплазматични ретикулум први пут је откривен у електронској микрографији ћелија у култури ткива од стране Porter-a, Claud-a, Fullam-a 1945. г.
Истраживања Голџијевог региона, почев од његовог открића (1898), теку следећим редоследом:
1. 1960. Паладе доказује да секреторни протеини пролазе кроз ову органелу пре него што се избаце из ћелије;
2. 1968. Леблонд разјашњава да се у Голџијевом региону секреторни протеини додатно обрађују добијајујћи сахариде
3. од 1970-1980 Fleischer, Roseman и Palade откривају да се осим сахарида протеинима додају и фосфати, сулфати и масне киселине

Дуве и сарадници 1955. г. уводе појам лизозома, иако је појам ћелијског варења 1892-1901. г. увео велики руски микробиолог Мечников. Већ те 1955. г било је познато пет фермената лизозома, док се 1969. г. списак повећава на тридесет да би 1975. г. достигао цифру од 40. De Duve 1967. објашњава начине егзоцитозе.
Пероксизоми су откривени после многобројних радова у периоду од 1960-1969 тако да се та последња година може сматрати годином њиховог открића. Пре тога су те органеле сврставане у назив микротелашца који је дао Rhodin 1954. г. Ензими у пероксизомима су оксидазе и открили су их de Duve, Baydhyin 1966. г и Ролан са сарадницима 1978. г.
Данијел и Давсон 1935. г. дају триламинарни модел грађе ћелијске мембране, који говори о томе да је она трослојна (два слоја протеина између којих је двослој липида) што је већ 1936. г. потврдио Шмидт техником поларизационог микроскопа. Електронска микроскопија потврђује да је ћелијска мембрана заиста трослојна. Сингер-Ленардов модел мембране означен као течни мозаички модел покушава да објасни грађу на хидрофилних и хидрофобних интеракција липида и протеина.